# Гонсалес де Оливейра, Уго
Уго Гонсалес де Оливейра  (исп. Hugo González de Oliveira, род. 19 февраля 1999, Пальма) — испанский пловец бразильского происхождения, чемпион мира 2024 года, чемпион Европы 2021 года.

## Карьера
Уго является чемпионом Европейского юношеского фестиваля 2015 года, который проходил в Тбилиси на дистанции 100 метров на спине. На чемпионате мира по плаванию среди юниоров в Сингапуре в 2015 году он выиграл золото на дистанции 200 метров на спине и бронзу на дистанции 400 метров комплексным плаванием.
В 2016 году испанский пловец принял участие в летних Олимпийских играх в Бразилии. На дистанции 100 метров на спине он стал 20-м в итоговом протоколе выступив только в предварительных заплывах. А на дистанции вдвое больше тем же стилем он прошёл в полуфинал и в итоге стал 16-м.
На чемпионате мира по плаванию среди юниоров в Индианаполисе в 2017 году он выиграл золото на 100 метровке на спине, на 200 метрах на спине и 400 метрах комплексным плаванием, а также стал серебряным медалистом на дистанции 50 метров на спине. На Средиземноморских играх 2018 года он завоевал две серебряные медали: на 200 метрах на спине и 200 метрах комплексным плаванием), а также бронзовую медаль в эстафете 4 по 200 м вольным стилем.
В мае 2021 года на чемпионате Европы, который состоялся в Венгрии в Будапеште, испанский спортсмен на дистанции 200 метров комплексным плаванием завоевал золотую медаль, став впервые в карьере чемпионом Европы. На дистанции 100 метров на спине Уго стал серебряным призёром, а на 50 метрах на спине бронзовым.